# Chico Ramos
Francisco 'Chico' Augusto Neto Ramos (sinh ngày 10 tháng 4 năm 1995) là một cầu thủ bóng đá người Bồ Đào Nha chơi cho Vitória SC ở vị trí tiền vệ.

## Thống kê nghề nghiệp
Tính đến ngày 24 tháng 1 năm 2018
| Câu lạc bộ        | Mùa               | liên đoàn         | liên đoàn | liên đoàn | Cúp quốc gia | Cúp quốc gia | Cúp liên đoàn | Cúp liên đoàn | Khác     | Khác      | Toàn bộ  | Toàn bộ   |
| Câu lạc bộ        | Mùa               | Bộ phận           | Ứng dụng  | Bàn thắng | Ứng dụng     | Bàn thắng    | Ứng dụng      | Bàn thắng     | Ứng dụng | Bàn thắng | Ứng dụng | Bàn thắng |
| ----------------- | ----------------- | ----------------- | --------- | --------- | ------------ | ------------ | ------------- | ------------- | -------- | --------- | -------- | --------- |
| Porto B           | 20141515          | Segunda Liga      | 38        | 3         | 0            | 0            | 0             | 0             | 0        | 0         | 38       | 3         |
| Porto B           | 20151616          | Segunda Liga      | 38        | 2         | 0            | 0            | 0             | 0             | 0        | 0         | 38       | 2         |
| Porto B           | 20161717          | Segunda Liga      | 25        | 1         | 0            | 0            | 0             | 0             | 0        | 0         | 25       | 1         |
| Porto B           | Toàn bộ           | Toàn bộ           | 101       | 6         | 0            | 0            | 0             | 0             | 0        | 0         | 101      | 6         |
| Porto             | 20151616          | Thủ tướng Liga    | 3         | 0         | 0            | 0            | 1             | 0             | 0        | 0         | 4        | 0         |
| Vitória Guimarães | 20171818          | Thủ tướng Liga    | 12        | 0         | 2            | 0            | 2             | 0             | 5        | 0         | 21       | 0         |
| Tổng số sự nghiệp | Tổng số sự nghiệp | Tổng số sự nghiệp | 116       | 6         | 2            | 0            | 3             | 0             | 5        | 0         | 126      | 6         |

1. ↑  Appearances in UEFA Europa League